# Пасенюк Олександр Михайлович
Пасенюк Олександр Михайлович (нар. 7 липня 1949, м.Житомир), — державний діяч, викладач, розбудовник адміністративної юстиції в Україні, перший Голова Вищого адміністративного суду України, суддя Конституційного Суду України, з 2011 року дотепер доцент, професор кафедри адміністративного права юридичного факультету Київського національного університету імені Т. Шевченка . 

## Біографія
Народився 7 липня 1949 року в м. Житомир.
У 1966 році працював різноробочим Житомирського міського ремонтно-будівельного управління.
У 1975 році закінчив Одеського державного університету ім. І. І. Мечникова, після чого працював юрисконсультом Житомирського обласного управління побутового обслуговування населення, адвокатом.
У 1981—1993 роках — член судової колегії з кримінальних справ Житомирського обласного суду.
З 1993 року по 1994 рік — заступник начальника управління законодавства про державне будівництво Міністерства юстиції України.
З 1994 року по 1998 рік — завідувач сектором законодавства з питань державного будівництва, заступник начальника Юридичного управління Кабінету Міністрів України.
З 1998 року по 2000 рік — заступник Міністра юстиції України.
У 2000—2001 роках — завідувач відділу по зв'язках з Вищою радою юстиції, судами, органами юстиції управління з питань зв'язків з правоохоронними органами Головного державно-правового управління Адміністрації Президента України.
З 2001 року по 2003 рік — заступник Державного секретаря Міністерства юстиції України, у 2003–2004 роках — заступник Міністра юстиції України.
З 2004 року по 2011 рік — перший Голова Вищого адміністративного суду України.
У листопаді 2011 року Верховною Радою України призначений суддею Конституційного Суду України. Присягу склав 3 листопада 2011 року. Відповідно до Постанови Верховної Ради України від 24 лютого 2014 року № 775-VII достроково припинено повноваження та звільнено з посади судді Конституційного Суду України у зв'язку з порушенням ним присяги судді.
З 23 червня 2014 року повноваження О. М. Пасенюка як судді Конституційного Суду України були поновлені відповідно до Постанови Вищого адміністративного суду України від 11 червня 2014 року, якою Постанова Верховної Ради від 24 лютого 2014 року № 775-VII було визнана незаконною в частині дострокового припинення повноважень та звільнення з посади судді.
Був суддею у Конституційному суді до 2016 року.
З 2011 дотепер — викладач, доцент, професор кафедри адміністративного права юридичного факультету Київського національного університету імені Т. Шевченка
З 2012 дотепер — викладач, Національна школа суддів України

## Нагороди
- Орден князя Ярослава Мудрого V ст. (26 червня 2008) — за вагомий особистий внесок у розвиток конституційних засад української державності, багаторічну сумлінну працю, високий професіоналізм та з нагоди Дня Конституції України[16]
- Заслужений юрист України (21 серпня 1999) — за значні особисті заслуги у державному будівництві України та з нагоди 8-ї річниці незалежності України[17]
- Почесна грамота Кабінету Міністрів України